# Раммурти Найду, Коди
Коди Раммурти Найду (известный также, как Рама Мурти Найду и профессор Раммурти)(хинди राममूर्ति नायडू (पहलवान), англ. Kodi Rammurthy Naidu; 3 ноября 1883 или апрель 1882, Вирагхаттам , округ Срикакулам, Мадрасское президентство, Британская Индия — январь 1942, Балангир , Одиша, Индия) — индийский атлет, силач, борец и видный спортивный деятель в истории физической культуры Индии. Участник Индийского национально-освободительного движения, меценат.

## Биография

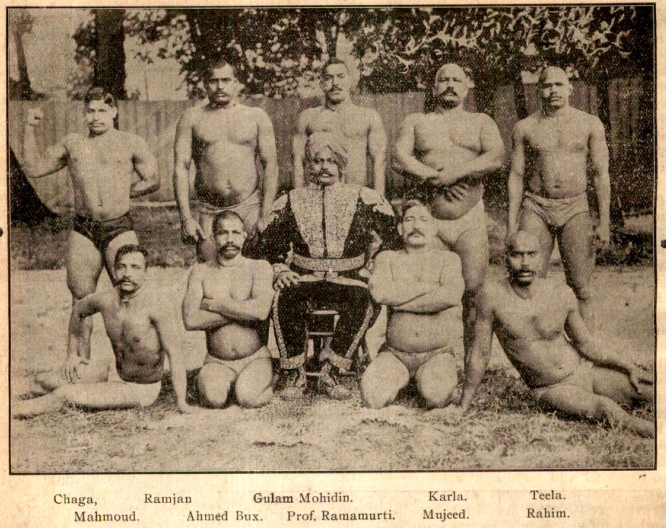
Группа индийских силачей и борцов. Коди Раммурти Найду в центре.1916

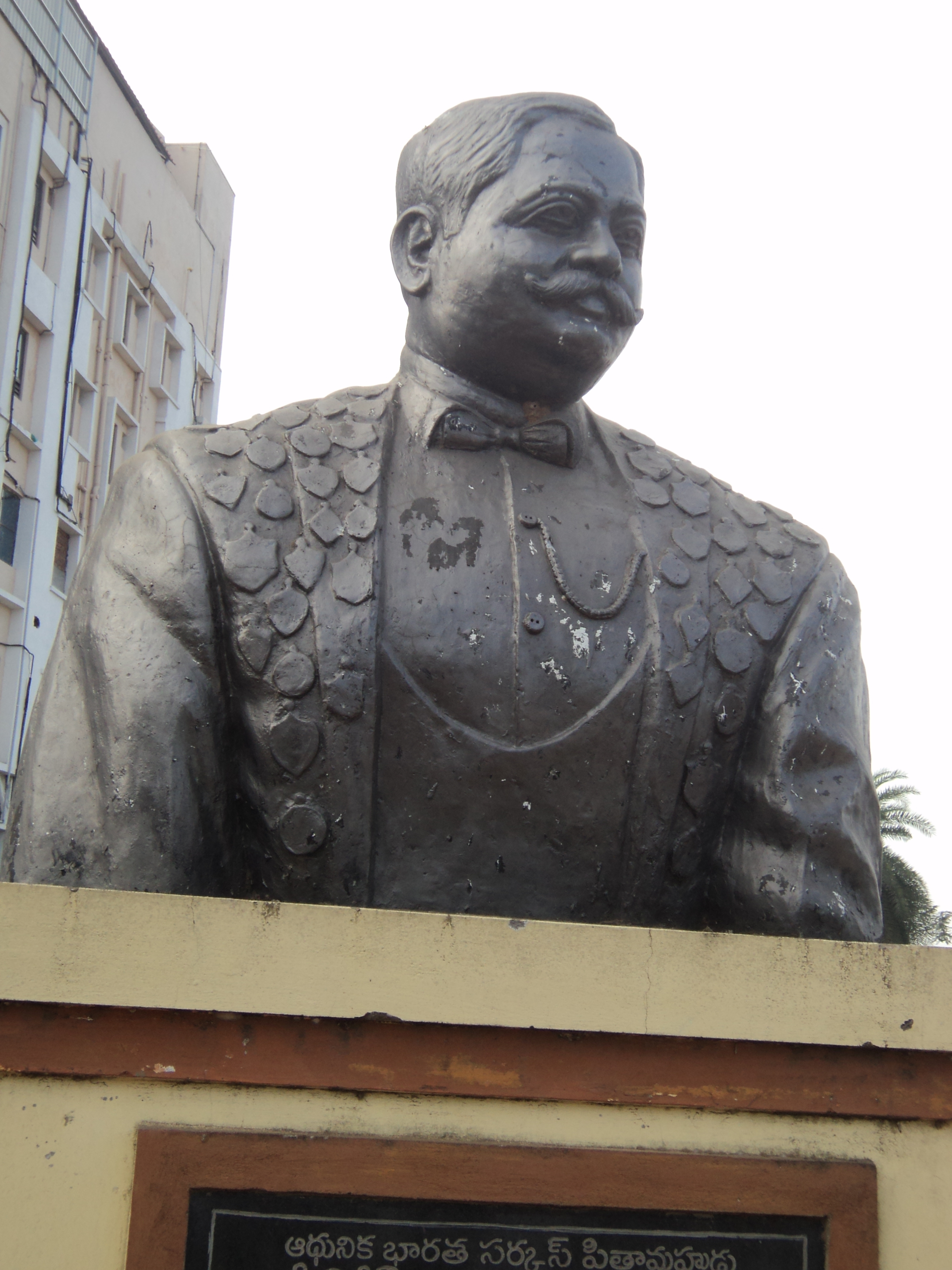
Бюст Коди Раммурти Найду в Срикакуламе

Рано лишился матери. Не имея склонности к учёбе, навлёк гнев отца. Убежав из дома, поселился в лесу. Вернулся в семью через неделю вместе с тигрёнком. Позже служил в полиции. Вскоре стал известным пехелваном (борцом).
Победитель ряда турниров по французской борьбе в Пенджабе и на международном уровне. Работал учителем физкультуры в филиале колледжа Визианагарам. Был строгим вегетарианцем.
Король Соединенного Королевства Георг V присвоил ему титул «Индийский Геракл» . Основал цирковую труппу и создал цирковое представление, пользовавшееся большой популярность и разбогател на этом, но пожертвовал средства благотворительным фондам и внёс большой вклад в движение за независимость Индии.
Был известен своей физической силой (останавливал два движущихся в разные стороны автомобиля с помощью своей мышечной силы, разрывал металлическую цепь, обвязанную вокруг его тела толщиной полдюйма, делая глубокий вдох и напрягая мышцы, удерживал слона на груди в течение пяти минут).